# 唐武宗
唐武宗李瀍（814年7月2日—846年4月22日）（「瀍」），临死前12天改名“炎”，唐穆宗的第五子和事实上的第九子，母韦贵妃。他是唐朝的第18任皇帝（除去武则天以外），在位时间是840年－846年，在位6年，享年33岁。

## 生平
唐武宗本来是唐敬宗、唐文宗的弟弟，被封为颍王。在宦官仇士良的操纵下，趁文宗病，矫诏立他为皇太弟，废原来的太子敬宗子李成美为陈王，武宗由此得以登基，并在仇士良的逼迫下赐死李成美、文宗杨贤妃和皇兄安王李溶。
唐武宗登基後，召李黨人物李德裕回朝，任為宰相，李德裕提倡“政歸中書”等政策。在李德裕執政下，國家漸漸回復元氣，被稱為會昌中興。而仇士良的權勢亦被壓抑，仇士良不得不退下政治舞台。
唐武宗外攘回纥，内平泽潞，威震中外；更严肃整顿吏治，裁汰冗官，制驭宦官，使朝政为之一新。
唐武宗信奉道教，从845年开始他大规模下令打击佛教，史称会昌法難。除少数在長安的寺院外，全国所有寺院被拆毁，僧尼被迫还俗，寺院所有的田地被没收为国有。
这是中国历史上佛教受打击很激烈的一次。武宗灭佛可能有多种原因，第一可能因为唐武宗本人更加信奉道教，因此打击佛教。此外当时佛教的势力非常强大，唐武宗在他的旨意中说，佛教寺院的规模比皇宫还要大，寺院不纳税，对国家财务稅收是一个重大损失。
有传说认为唐武宗继位后怕有人会另立他的叔叔光王李忱（即后来的唐宣宗）来威胁他的地位，李忱则逃入佛门，因此唐武宗灭佛是为了让李忱无处可藏。但这个说法可能只是传说，因为历史学家对于李忱是否真的做过和尚仍有争议。
唐武宗吃道士给他的长寿丹后中毒而死。死后葬于端陵，谥号为至道昭肃孝皇帝。
唐武宗虽有五子皆封王，但生前未确立继承人，宦官马元贽等遂矫诏立光王李忱为皇太叔并最终继位，即唐宣宗。武宗五子后事无载，一说皆被宣宗所害。

## 評價
《舊唐書》：「開成中，王室浸卑，政由閽寺。及綴衣將變，儲位遽移。昭肅以孤立維城，副茲當璧。而能雄謀勇斷，振已去之威權；運策勵精，拔非常之俊傑。屬天驕失國，潞孽阻兵，不惑盈庭之言，獨納大臣之計。戎車既駕，亂略底寧，紀律再張，聲名復振，足以章武出師之跡，繼元和戡亂之功。然後迂訪道之車，築禮神之館，棲心玄牝，物色幽人，將致俗於大庭，欲希蹤於姑射。於是削浮圖之法，懲遊惰之民，志欲矯步丹梯，求珠赤水。徒見蕭衍、姚興之謬學，不悟秦皇、漢武之非求，蓋惑於左道之言，偏斥異方之説。況身毒西來之教，向欲千祀，蚩蚩之民，習以成俗，畏其教甚於國法，樂其徒不異登仙。如文身祝髮之鄉，久習而莫知其醜；以吐火吞刀之戲，乍觀而便以為神。安可正以《鹹》《韶》，律之以章甫。加以笮融、何充之佞，代不乏人，非荀卿、孟子之賢，誰興正論。一朝隳殘金狄，燔棄胡書，結怨於膜拜之流，犯怒於鄙夫之口。哲王之舉，不駭物情，前代存而勿論，實為中道。欲革斯弊，以俟河清，昭肅明照，聽斯弊矣。」
《新唐書》：「武宗用一李德裕，遂成其功烈。然其奮然除去浮圖之法甚鋭，而躬受道家之籙，服藥以求長年。以此見其非明智之不惑者，特好惡有不同爾。」
李商隱：「九縣懷雄武，三靈仰睿文。周王傳叔父，漢後重神君。玉律朝驚露，金莖夜切雲。笳簫悽欲斷，無復詠橫汾。玉塞驚宵柝，金橋罷舉烽。始巢阿閣鳳，旋駕鼎湖龍。門咽通神鼓，樓凝警夜鍾。小臣觀吉從，猶誤欲東封。莫驗昭華琯，虛傳甲帳神。海迷求藥使，雪隔獻桃人。桂寢青雲斷，松扉白露新。萬方同象鳥，舉慟滿秋塵。」(《昭肅皇帝輓歌辭三首》)
孫甫：「李德裕自穆宗至文宗朝，歷內外職任，奏議忠直，政績彰顯，遂當輔相之任。然為邪佞所排，不克就功業。及相武宗英主，始盡其才。」、「武宗用李德裕，頗得委任之道，故德裕盡其才，謀獨當國事。時之威令大振者，委任之至也。但武宗性雄毅，觀前朝法令不行，紀綱衰替，將大振威令，知德裕才，首命作相。……武宗英主，知賢相而任之，不能駕馭尚致太專之弊。……君臣之性皆雄毅，則鋭於行事，而或不思，則喜怒有時而過行事，不無不平。武宗自未免此累，安能察德裕之情。」(《唐史論斷》)
歐陽修：「臣見唐武宗英武之主，所任宰相李德裕最號有材，當時用兵征伐，指揮將帥，處置事宜，動以詔書約束勸厲，故終成功業。」(《論乞諭陝西將官札子》)
歐陽修：「余修唐《本紀》至武宗，以謂奮然除去浮圖銳矣，而躬受道家之恚服藥以求長年，以此知其非明智之不惑者，特其好惡有所不同爾。及得《會昌投龍文》，見其自稱「承道繼玄昭明三光弟子、南嶽炎上真人」，則又益以前言為不繆矣。蓋其所自稱號者，與夫所謂菩薩戒弟子者，亦何以異？余嘗謂佛言無生，老言不死，二者同出於貪，信矣。會昌之政，臨事明果，有足過人者，至其心有所貪，則其所為與庸夫何異？」(《唐會昌投龍文》)
範祖禹：「李德裕以一相而制御三鎮，如運諸掌，使武宗享國長久，天下豈有不平者乎？」(《歷代名賢確論》)
完顏璟: 「周武帝、唐武宗、後周世宗皆賢君，其壽不永，雖曰偶然，似亦有因也。 」(《金史》)
楊慎：「唐武宗，任賢相，藩鎮幾清。」、「受元籙，廢僧尼，難稱純德。」、「餌金丹，成大病，喑啞而崩。(《廿一史彈詞》)
歸有光︰「天下之變，無不起於微。唐中葉始於平盧一軍之亂，當時不折其芽萌，釀成至於五代一百六十年不可除之痼疾。武宗時，澤潞擅命，李德裕請討之，而橫水戍兵叛入太原，奉楊弁主留事。議者頗言兵皆可罷，德裕遽趣王逢起榆社軍，斬弁獻首京師，而澤潞亦平。德裕之為相，不盡滿人意，而臨事有制如此，故能使河北三鎮畏脅，而會昌之政稱美於世。蓋天下善者能制其機，嬴縮變化，無所不可，獨患因循不決，僥於目前之無虞，而制之不出於己，此所以可慮也。」(《送南駕部吳君考績北上序》)
王夫之：「武宗不夭，德裕不竄，唐其可以復興乎！」、「武宗聽道士趙歸真之説而闢佛，以邪止邪，非貞勝之道，固也；未幾而武宗崩，李德裕逐，宣宗忌武宗君相而悉反其政，浮屠因緣以復進，其勢為之也。」(《讀通鑑論》)
王仕云︰「武宗敏达，委任智勇。克取太原，惜年不永。」(《四字鉴略》)
馮浩：「武宗大有武功，篤信仙術，絕類西漢武帝。」(《玉谿生詩集箋註》)
鮑東里︰「武宗得相，藩鎮幾清。辟佛信道，其德未純。餌丹致疾，喑啞而崩。」(《史鑒節要便讀》)

## 家庭

### 后妃
- 鄭皇后，《唐会要 卷第三 皇后·杂录·内职·杂录·出宫人》记“武宗皇后郑氏”，而《旧唐书 列传 第二后妃下》和《新唐书 列传第二后妃下》皆未记载唐武宗皇后。
- 德妃刘氏，见于《永乐大典（残卷）》[4]
- 淑妃王氏，原为婕妤[5]。
- 贤妃刘氏，原为婕妤[5]。
- 贤妃王氏[4]，与王才人是否为同一人不详
- 王才人，追封为賢妃，葬于端陵之柏城。《旧唐书》记“德妃王氏”陪葬端陵[6]，但《唐会要》中陪葬端陵的仅“贤妃王氏”一人。“德妃王氏”可能是“贤妃王氏”的笔误[7]。
- 昭仪吴氏[4]
- 昭仪沈氏[4]
- 修仪董氏[4]
- 婕妤张氏[4]
- 婕妤赵氏[4]
- 杨妃[來源請求]
- 才人孟氏[8]

### 子女

#### 子
1. 杞王李峻
2. 益王李岘
3. 兗王李岐
4. 德王李峄
5. 昌王李嵯

#### 女
唐武宗有7位女儿，出生排行见于：
1. 长女，昌樂公主
2. 次女，壽春公主
3. 三女，永寧公主，《新唐书·诸帝公主列传》，记为永清公主。（薨于咸通年间）。
4. 四女，延慶公主
5. 五女，靖樂公主，《新唐书·诸帝公主列传》，记为静樂公主。（薨于咸通年间）。
6. 六女，樂溫公主
7. 七女，長寧公主（薨于大中年间）

## 影視作品
- 2009年無線電視電視劇《宮心計》由蕭正楠飾演
- 2021年芒果TV電視劇《與君歌》由成毅飾演

## 延伸阅读
[在维基数据编辑]
 在维基文库阅读此作者作品（ 在维基共享资源阅览影像）
 《舊唐書/卷18上》，出自刘昫《舊唐書》
 《新唐書·卷008》，出自《新唐書》